# Postamt Sternberg

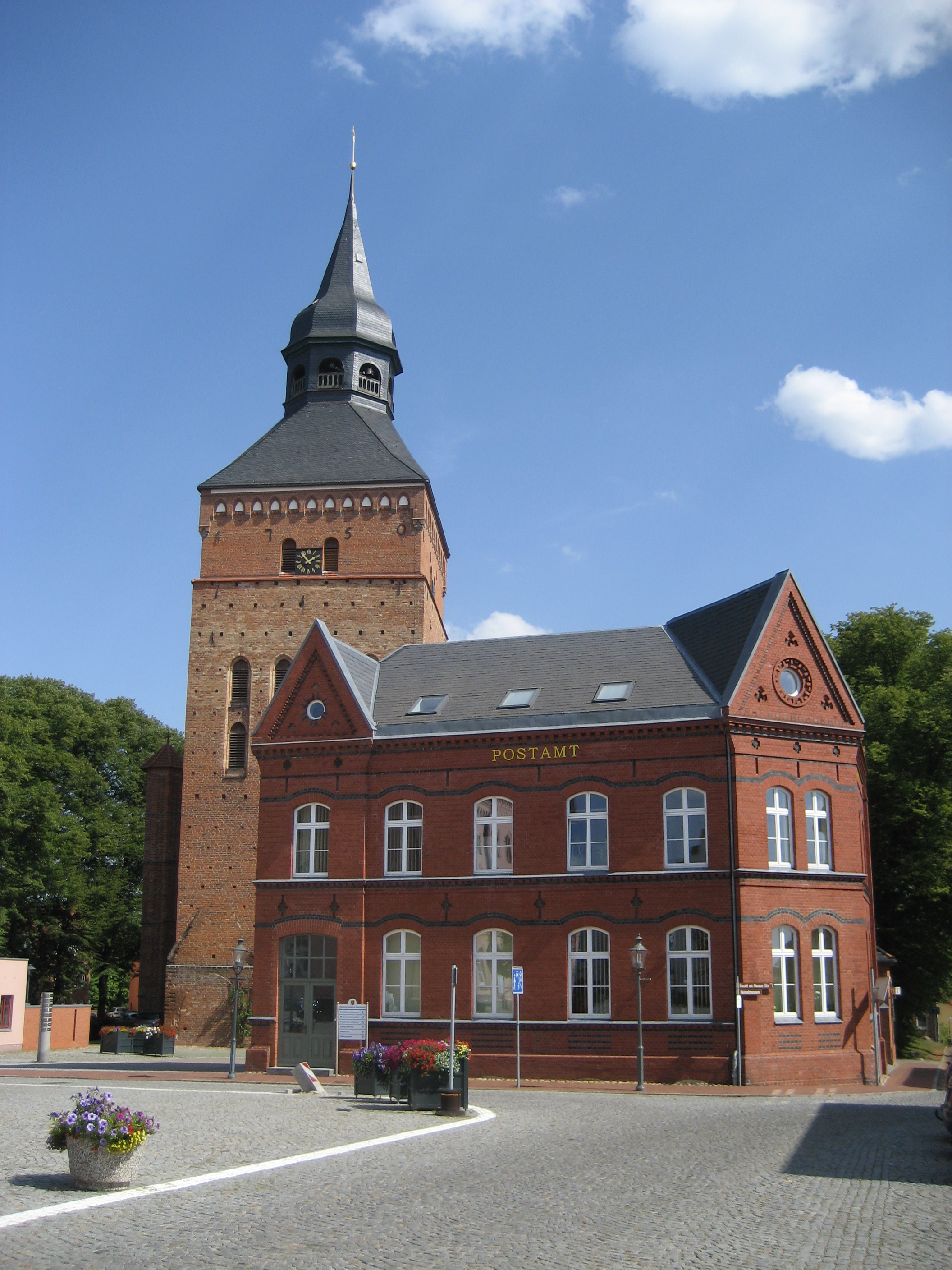
Kirche und Postamt

Das ehemalige Postamt Sternberg steht in Sternberg, Am Markt 3. Das Gebäude steht unter Denkmalschutz.

## Geschichte

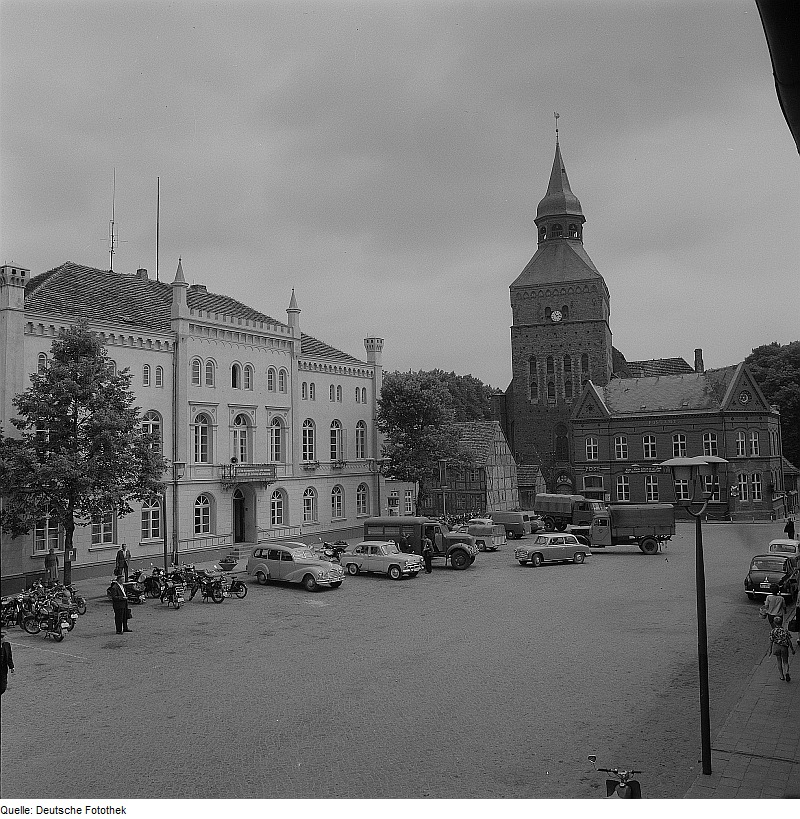
Vor 1977: Markt mit Rathaus, Stadtkirche und Postamt

1701 führten zwei Postkurse von Rostock über Bützow, Sternberg, Schwerin, Gadebusch und Ratzeburg sowie von Neubrandenburg über Güstrow, Sternberg, Schwerin und Boizenburg (siehe dazu Postgeschichte in Güstrow).
Sternberg, Warin und Brüel errichteten gemeinsame Telegrafenstationen, die ab 1870 von der Schweriner Telegrafenverwaltung verwaltet wurden. Am alten Sternberger Postamt wurde ab 1871 die Landbriefzustellung eingeführt. 1887 wurde nach dem Bau der Bahn und des Bahnhofs Sternberg die letzte Postkutschenlinie nach Blankenberg, Güstrow und Goldberg eingestellt. Ab 1935 gab es eine Postschutzschule im Gebäude des aufgelösten Technikums.
Das zweigeschossige historisierende verklinkerte Gebäude mit den zwei Giebelrisaliten wurde 1888 als Reichspostamt im Stil der Gründerzeit für das Post- und Fernmeldewesen gebaut.
Die Stadt erwarb das Haus um 2004 von der Deutschen Post AG für die Nutzung der eigenen Verwaltung und der Stadtwerke. Der Umbau des Gebäudes erfolgte von Juli 2005 bis Februar 2006. Der Eingang wurde versetzt, wo er bis in die 1970er Jahre war. Ein Nebengebäude wurde abgerissen und so der Marktplatz mit Rathaus und Stadtkirche aufgewertet.
Die Post Sternberg der Deutschen Post AG befindet sich aktuell (2021) am Finkenkamp 1, nordwestlich der Altstadt.